# Bobi
Bobi (alegadamente Conqueiros, 11 de maio de 1992 – Conqueiros, 21 de outubro de 2023) foi um cão macho da raça Rafeiro do Alentejo, pertencente à família Costa, da vila de Conqueiros, Leiria, Portugal. Bobi foi certificado pelo Guinness World Records como o cão mais velho da história, superando o recorde anterior detido por Bluey, da Austrália, apesar desta certificação ter sido questionada e investigada desde então. Bobi faleceu em outubro de 2023, aos supostos 31 anos.
Em 22 de fevereiro de 2024, foi anunciado pelo Guiness que o Bobi perdeu o título de cão mais velho do mundo.

## Vida
Em 1992, Bobi nasceu como um dos quatro filhotes machos em um anexo onde a família Costa armazenava madeira. Devido ao número de animais que a família já possuía, o pai de Leonel Costa, então dono do cão, decidiu que não poderiam ficar com os filhotes recém-nascidos, decidindo enterrar os animais (algo que era comum na época). No dia seguinte ao nascimento dos cães, os pais de Leonel entraram no quarto e levaram-nos rapidamente enquanto a mãe dos cães, Gira, estava ausente. No entanto, na pressa, eles não perceberam que haviam deixado um para trás, Bobi, que estava disfarçado entre toda a madeira. Leonel e seus irmãos decidiram manter em segredo a existência de Bobi. Quando os pais de Leonel finalmente descobriram que o cão ainda estava vivo, após uma ou duas semanas, Bobi já havia crescido e se desenvolvido e, então, o cão passou a fazer parte da família.
Ao longo dos anos, de acordo com a família, Bobi sempre foi muito sociável, pois cresceu em companhia de muitos outros animais. Ele nunca foi acorrentado ou preso a uma coleira e sempre gostou de passear livremente pelas florestas e fazendas que cercam a casa da família Costa. Em 2018, Bobi foi hospitalizado após desmaiar repentinamente devido a dificuldade respiratória, mas sobreviveu. No final da sua vida, devido a sua velhice, Bobi era menos aventureiro, andava menos, tinha uma pior visão, descansava mais do que costumava e passava a maior parte do tempo no quintal com outros animais. A idade de Bobi foi registrada na base de dados de animais de estimação do governo português.

## Certificação doGuinness
De acordo com o Guinness World Records (GWR), em 10 de janeiro de 2023, Bobi foi certificado como o cão mais velho ainda vivo, até a época, bem como o cão mais velho que já existiu, com 30 anos e 243 dias, superando o recorde anterior de Bluey de 29 anos e 5 meses, recorde esse que já existia há mais de 80 anos. Até 16 de março de 2025, supostamente, Bobi continua sendo o cão mais velho da história com 31 anos e 165 dias, mesmo após sua morte em 21 de outubro de 2023.
Em 1992, Bobi foi inscrito no Serviço Médico-Veterinário do Município de Leiria, que confirmou a data de nascimento do cão. A idade de Bobi também foi verificada e validado pelo Sistema de Informação de Animais de Companhia (Siac), um banco de dados de animais de estimação autorizado pelo governo português e administrado pelo Sindicato Nacional dos Médicos Veterinários.

### Investigação e retirada do título
Em 29 de outubro de 2023, o Guinness World Records anunciou que iria reinvestigar a idade de Bobi para responder às questões e preocupações dos veterinários sobre a falta de evidências disponíveis gratuitamente ao público. Em janeiro de 2024, o título de Bobi como cão mais velho da história foi suspenso pelo GWR enquanto conduziam sua investigação.
De acordo com o The Guardian, alguns observadores notaram que as imagens de Bobi em 1999 mostravam que ele tinha patas de cores diferentes das do cão que faleceu em Portugal em 21 de outubro de 2023, enquanto os veterinários salientaram que embora a sua idade tivesse sido registrada na base de dados nacional de animais de estimação, tais entradas eram geralmente baseadas na autocertificação dos proprietários. Houve também um teste genético que foi realizado, que confirmou que Bobi era velho, mas não forneceu uma idade precisa. Danny Chambers, veterinário e membro do conselho do Royal College of Veterinary Surgeons, que representa 18 mil veterinários, disse que "nenhum dos meus colegas veterinários acredita que Bobi tinha realmente 31 anos". Uma investigação da revista Wired estabeleceu que embora a base de dados do governo português para registro de cães e gatos tivesse uma entrada para Bobi – que foi descrito pelo seu dono como tendo nascido em 1992 – ela "não tinha registro ou dados que possam confirmar ou negar esta afirmação". Um funcionário da base de dados do governo também disse à revista que nunca foram contactados pelo Guinness World Records para verificar a informação. O dono de Bobi, Leonel Costa, não respondeu às perguntas da Wired. Para o Observador, Leonel Costa afirmou que não tem qualquer conhecimento sobre o assunto, referindo que "nada me foi transmitido pelo Guinness. Nem agora, nem em outubro, quando circularam as notícias de que a instituição ia voltar a investigar a idade do Bobi. Fui, aliás, sempre eu que tive de o consultar para perceber o que se passava".
Em 22 de fevereiro de 2024, o Guiness retirou o título de cachorro mais velho do mundo por falta de evidências. A principal fonte para a constatação da idade de Bobi era o Siac, mas o órgão não exigia prova de idade para cães nascidos antes de 2008.

## Longevidade e morte
Os proprietários afirmaram que Bobi tinha uma saúde razoavelmente boa para sua idade, embora tivesse problemas para andar, ver e respirar. Eles atribuíram a longevidade de Bobi a um "ambiente calmo e pacífico" e ao consumo de alimentos humanos em vez de alimentos de origem animal. Sua longevidade também pode ser atribuída à sua genética, já que a mãe de Bobi viveu até os 18 anos. Bobi não foi castrado.
Em homenagem ao 31.º aniversário de Bobi, no dia 11 de maio de 2023, 100 convidados foram convidados para comemorar a ocasião que foi marcada pelo consumo de carne e peixe com apresentação de uma trupe de dançarinos.
Em 23 de outubro de 2023, foi anunciado pela veterinária de Bobi que ele faleceu em 21 de outubro de 2023, aos supostos 31 anos e 165 dias de idade.